# 巴都海
巴都海（1622年—1660年），又拔都海，愛新覺羅氏，清朝宗室。清太祖努爾哈赤第六子塔拜第六子。
順治二年（1645年），恩封為奉恩將軍。順治六年（1649年），晉封為三等鎮國將軍。順治八年（1651年），晉封為輔國公。順治十七年（1660年）逝世。諡號「恪僖」。

## 家庭
- 父辅国公塔拜。嫡母烏蘇氏岱蘇之女。
- 嫡妻扎庫塔氏輕車都尉拜察庫巴宴之女，繼妻雅爾祜覺羅氏散秩大臣琶克齊之女。
- 长子輔國將軍席爾圖。嫡妻李氏副都統克興額之女。
- 三子宗室博爾都（字问亭，号东皋渔父，1655-1707），诗人，著有《问亭诗集》（翰林汪琬序），部分诗作载沈德潜《 國朝詩别裁集》卷20、伊福納《白山诗鈔》卷首，与清初戏曲家孔尚任交往。嫡妻博爾濟吉特氏男富爾丹之女，繼妻唐佳氏子達喇麼之女，二繼妻赫舍里氏（父正黄旗满洲、內大臣奇塔特（又奇塔），胞叔禮部尚書帥顏保）[1]。